# Мултиплициране
„Мултиплициране“ (на английски: Multiplicity) е американски игрален филм (фентъзи) от 1996 година на режисьора и ко-продуцента Харолд Реймис, с участието на Майкъл Кийтън и Анди Макдауъл. Музиката е композирана от Джордж Фентън. Филмът излиза на екран от 17 юли 1996 г.

## Дублажи

### Диема Вижън (2003)
| Преводач           | Даниела Славчева                                                            |
| Тонрежисьор        | Димитър Кръстев                                                             |
| Озвучаващи артисти | Анна Петрова Радосвета Василева Васил Бинев Петър Чернев Светозар Кокаланов |

### bTV (2011)
| Преводач            | Даниела Славчева                                                                |
| Тонрежисьор         | Павел Цонев                                                                     |
| Режисьор на дублажа | Чавдар Монов                                                                    |
| Озвучаващи артисти  | Биляна Петринска Милена Видер Александър Воронов Светломир Радев Тодор Георгиев |